# Лао-цзи
Ла́о-цзи (з кит.: 老子 — Старе Немовля, Мудрий Старець) (604 до н. е. — 531 до н. е.) — китайський філософ, що вважається засновником даосизму, автор трактату «Дао де цзін» (Канон Шляху і благодаті, інша назва «Три вози» — написаний на бамбуку, що займав три вози). Відомий також як Лі Ер (кит.: 李耳).
Приписаний йому трактат «Дао Де Цзін» походить із 3 століття до н. е.
Вже в ранньому даосизмі Лао-цзи стає легендарною фігурою і починається процес його обожнювання. Легенди оповідають про його чудесне народження (мати носила його декілька десятків років і народила старим — звідки й ім'я його, «Старе немовля», хоча той же знак «цзи» означав одночасно і поняття «мудрець», так що ім'я його можна перекладати як «Старий мудрець», «Мудрий старий») і про його відбуття з Китаю.
Найвідоміший варіант біографії Лао-цзи повідомляється Сима Цянєм: Лао-цзи народився в царстві Чу на півдні Китаю. Велику частину свого життя він служив хранителем царської бібліотеки держави Чжоу, де зустрічався з Конфуцієм. Бувши літньою людиною він вирушив з країни на захід. Коли досяг прикордонної застави, то її начальник Їнь Сі попросив Лао-цзи розповісти йому про своє вчення. Лао-цзи виконав його прохання, написавши текст Дао Де Цзін (Канон Шляху і благодаті), де розказав про принципи свого вчення. Головні філософські категорії — Дао та Де. В цьому трактаті пропонується принцип «у-вей» (無為, «не-дія») як засіб досягнення «дао» (道, «шляху») через практику Де — правильної дії.
Багато сучасних дослідників ставлять під сумнів сам факт існування Лао-цзи. Деякі припускають, що він міг бути старшим сучасником Конфуція, про якого, — на відміну від Конфуція — в джерелах немає достовірних відомостей ні історичного, ні біографічного характеру. Існують припущення, що Лао-цзи міг бути автором Дао Де Цзіна, якщо він жив в 4—3 ст. до н. е.

## Легенди про Лао-Цзи
За легендою філософ Лао-цзи самозародився у 14 або 7 ст. до н. е., створивши тіло власної матері — «нефритової діви» (юй нюй), проникнувши в її лоно у вигляді сонячної енергії (ян), акумульованої у п'ятибарвній перлині, і пробувши там 81 рік.
Народившись під сливовим деревом, він узяв прізвище Лі (Слива), набув чудесного вигляду, що включав у себе золоте обличчя, подовжені мочки (ознаку мудрості) та опуклість на тімені, аналогічну індійській ушніші — одній з «32 ознак великих людей», яка вважалася у буддизмі особливістю ідеального (всесвітнього, священного, харизматичного) царя чакравартіна і Будди, а також отримав здатність до перетворень, наприклад, у чорного барана…
За іншою легендою майстер Лао-Цзи прийшов до Китаю з Індії. Відкинувши свою історію, він з'явився перед китайцями абсолютно чистим, без свого минулого, неначе наново народженим.

## Життєпис
Відповідно до традиційної історіографії Лао-цзи (Учитель Лао, Стара Дитина, Лао Дань, Лі Ер, Лі Боян) — давньокитайський філософ, міфологізований основоположник даосизму й автор «Дао де цзину» («Канону Шляху й благодаті»), народився наприкінці 7 — на початку 6 ст. до н. е. Найдавніша біографія Лао-цзи міститься в розділі «Життєписи» (Ле чжуань) «Історичних записок» (Ши цзи) Сима Цяня (2-1 ст. до н. е.). Згідно з цією працею Лао народився у периферійній («варварській») південній державі Чу, яка зберігала архаїчну традицію шаманізму, котра і стала першоджерелом даосизму.
Наступна віха у житті філософа — його служба в центральній із Серединних (споконвіку китайських) держав, у династійному домені Чжоу. Там він був істориком-астрологом, що зберігав палацевий архів. Саме туди, за переказами, до Лао-цзи прибув Конфуцій, із наміром дізнатися, що є благопристойністю і в підсумку порівняв мудреця з незбагненним драконом.
Допускають ідентичність Лао з іншим чусцем — Лао Лай-цзи, що був сучасником Конфуція і написав книгу з 15 глав про «діяльні прояви даосизму» (дао цзя чжи юн), або з головним істориком-астрологом домену Чжоу — Данем, який жив у середині 4 ст. до н. е.
Існують й інші гіпотези про його загадкову біографію. За однією з них, він був одним із зазначених персонажів, що діяли від початку 6 до середини 4 ст. до н. е. Згідно з іншою — усі ці персонажі, або принаймні двоє з них — одна особа, що прожила більш як 160 чи навіть понад 200 років!!! завдяки мистецтву «удосконалення Шляху-дао і пестування довголіття».
Перші офіційні відомості про Лао-цзи (Лао Даня) містяться в текстах 4-3 ст. до н. е. Однак уже у 2 ст. до н. е. його ім'я з'єднується з ім'ям міфічного культурного героя Хуан-ді (Жовтий імператор), що позначає родоначальників даосизму.

### Міфологізація
На рубежі нашої ери починається процес міфологізації Лао-цзи. Передумовою цього стало те, що прізвисько узяло гору над родовим прізвищем та особистим ім'ям Лао-цзи, буквальне значення якого — Стара Дитина — пов'язане як із легендою про його народження сивим 81-літнім старцем, так і з текстом «Дао Де Цзину», який складається з 81 параграфа (чжан), де загальна апологія дитячості сполучається з авторським само уподібненням дитині. У визначенні свідомості («серця» — сінь) такого філософа-дитини (цзи) сходяться воєдино дві пари протилежностей: мудрість і дурість, елітарність і народність. Серце досконалого й мудрого прирівнюється до серця дитини, дурня і всього народу.
На цій теоретичній основі з 1 ст. до н. е. стала відбуватися інституалізація даосизму як релігійної ідеології егалітаристських рухів, що виливалися в широкомасштабні народні повстання (найбільше з них — Жовтих пов'язок у 184) і теократичні структури, перша з яких на чолі з «Небесними наставниками» (тянь ши) виникла у 2 ст. Патріархи цієї течії («Шляху-дао»). Усіх, хто належить до роду Чжан від Чжан Даоліня (1-2 ст.) до наших днів, вважають такими, що отримали одкровення від обожненого Лао-цзи.
У текстах релігійного даосизму перших століть н. е. Лао-цзи, що виступає як споконвічна персоніфікація Шляху-дао під ім'ям Лао-цзюнь (Старий/Поважний Государ), чи Дао-де-тянь-цзюнь (Небесний Государ). Він описується як той, хто породжує увесь світ, у всіх його духовно-божественних і тілесних іпостасях. Під впливом буддизму, який почав тоді проникати до Китаю, вважалося, що Лао регулярно перевтілюється в різних патріархів даоської, а потім і буддистської традицій.
Відповідно до показаного у Чжуан-цзи розуміння мудреця як «некоронованого царя» (су Ван), Лао-цзи вперше постав у міфологізованій історії як Гуанчен-цзи (Чжуан-цзи) наставник Хуан-ді, що нібито правив у 27-26 ст. до н. е.
До 3 ст. н. е. характерні для локальної чуської субкультури міфологічні уявлення про «західний рай» і обителі безсмертних у сакральному центрі світу на чарівній горі Куньлунь злилися з образом «далекої Індії чудесної» (а також Парфії) і утворили легенду (викладену, зокрема, Ге Хуном, 3-4 ст.) про відхід святого-безсмертного Лао-цзи на захід разом зі своїм першим учнем Інь Сі. У процесі конкуренції з буддизмом ця легенда розвинулася до уявлення про Лао-цзи, як учителя і навіть батька або містичного прототипу Будди (Гаутами Шак'ямуни), якого стали називати «жовтолицим (хуан мянь) Лао-цзи». Подібні погляди були викладені в «Каноні про Лао-цзи, який просвіщає варварів». На жаль, пізніше, за наказом онука Чингісхана, монгольського імператора Китаю Хубілая, цей твір було спалено.
У секті Небесних наставників вважалося, що втіленням Лао-цзи був анонімний автор найдавнішого містичного коментаря про «Дао де цзин», відомий під псевдонімом Хешан-гун (Пан із Берега Ріки, 2 ст.). Востаннє він з'явився в 142 і передав чудодійні повноваження своєму наміснику на землі — магу Чжан Даоліну.
Сформований у 2 ст. культ Лао-цзи особливого розмаху набув при династії Тан (618—907), імператори якої носили прізвище Лі та вважали його своїм предком.
У 20 ст. у Китаї проблему історичності Лао-цзи й автора «Дао де цзіну» реанімував філософ і суспільний діяч Лян Цичао (1873—1923). У ході її обговорення одні учені визнали Лао-цзи Лао Данем, що жив в 7-6 ст. до н. е. і наставляв Конфуція (Тань Лань, Гао Хен, Люй Чженьюй, Фен Юлань, Го Можо), інші — Лао Данем, що жив у 5-4 ст. до н. е. (Гу Цзеган), а треті — великим істориком-астрологом Данем, що також жив у 5-4 ст. до н. е. (Ло Геньцзе, Фен Цзиньюань). Хай там як, а роль його у становленні даосизму та буддизму дуже велика.
У народних віруваннях Лао-цзи вважається заступником заклинателів, ковалів, ювелірів, точильників і майстрів із виготовлення піал і паличок для їжі. Атрибути його іконографії є триграмми, гексаграмми і чорний бик, верхи, на якому він вирушив на захід.

## Культ Лао-цзи
Процес обожнювання Лао-цзи починає складатися в даосизмі, мабуть, ще наприкінці III — початку II століття до н. е., але повністю воно оформилося тільки в епоху імперії Хань до II ст. е. У 165 р. імператор Хуань-ді повелів здійснити жертвопринесення обожнюваному Лао-цзи на його батьківщині — в повіті Ку, а ще через рік наказав зробити ще й у своєму палаці. Творець провідної даоської школи небесних наставників Чжан Даолін повідомив про явище у світ у 142 році божественного Лао-цзи, який передав йому свої чудодійні можливості. Лідери цієї школи склали власний коментар до трактату «Дао де цзін», який отримав назву «Сян Ер чжу», та заснували поклоніння Лао-цзи в створеній ними наприкінці II — початку III ст. теократичній державі в провінції Сичуань. В епоху Шесті династій (220—589 роки) Лао-цзи став шануватися як один із Трьох Чистих (сань цин) — вищих божеств даоського пантеону. Особливого розмаху поклоніння Лао-цзи набуло при династії Тан (618—907 роки), імператори цієї династії шанували його своїм предком, зводили йому святилища та наділяли високими званнями та титулами. Так, титул Лао-цзи «володар незбагненного» (кит. 玄元皇帝, піньїнь: Xuán yuán huángdì) з'явився саме в той час.

## Пам'ять у новітній час
5 жовтня 1998 року на честь Лао-цзи астероїду, відкритого 17 жовтня 1977 року К. Й. ван Хаутеном та І. ван Хаутен-Груневелд на Паломарських фотопластинках, знятих Т. Герельсом, присвоєно найменування 7854 Laotse. 

## Твори
- Дао Де Цзін [Архівовано 19 вересня 2016 у Wayback Machine.]/ переклад: Володимир Дідик (українською) (укр.) ISBN 978-966-607-555-3
- Даодецзін/ переклад: Ян Хін-шун, Жозеф Ліньов (українською)
- Лао-Цзи «Книга про дао і де» («Дао-де-цзін», «道德经») китайський текст + три різні українські переклади
- Yu Kan Dao Homepage
- http://www.tao-te-king.org [Архівовано 20 листопада 2018 у Wayback Machine.]
- Лао Цзы Дао Дэ Цзин: A paragon ebook [Архівовано 15 квітня 2021 у Wayback Machine.], LAO ZI most-comprehensive ebook for FREE in PDF & HTM format, contains 50 translations in 6 different layouts, by Sanmayce.